# Hygrotini
Los higrotinos (Hygrotini) son una tribu de coleópteros adéfagos  perteneciente a la familia Dytiscidae. 

## Géneros
Tiene los siguientes géneros y subgéneros.
- Género Clemnius
  - Subgénero Cyclopius
  - Subgénero Clemnius
- Género Herophydrus
- Género Hygrotus
  - Subgénero Coelambus
  - Subgéneros Hyphoporus
  - Subgénero Hygrotus
  - Subgénero Leptolambus
- Género Hyphoporus
- Género Pseudhydrovatus